# Diecezja Ndalatando
Diecezja Ndalatando – diecezja rzymskokatolicka w Angoli. Powstała w 1990.

## Biskupi diecezjalni
- Bp Almeida Kanda (od 2005)
- Bp Pedro Luís Guido Scarpa, OFMCap (1990 – 2005)